# O Fabricante de Lágrimas
Fabbricante di lacrime (bra/prt: O Fabricante de Lágrimas) é um filme italiano de romance adolescente de 2024 dirigido por Alessandro Genovesi e baseado no romance homônimo de Erin Doom. Foi lançado na Netflix em 4 de abril de 2024.

## Premissa
Nica é uma garota de dezessete anos que mora em um orfanato apelidado de Grave, onde sempre foram contadas histórias, sendo a mais famosa é o do Fabricante de Lágrimas, um misterioso artesão de olhos azuis, culpado de ter forjado todos os medos e ansiedades que vivem no coração das pessoas. Um dia Nica finalmente é adotada, mas junto com ela também é adotado Rigel, um garoto misterioso que a odeia por motivos que ela desconhece.

## Enredo
Nica, de oito anos, fica órfã quando seus pais morrem em um acidente de carro. Ela é levada para o sombrio Orfanato Sunnycreek, apelidado de Grave, onde faz amizade com uma garota chamada Adeline. Anos depois, Nica, já adolescente, é adotada por Anna e Norman Milligan. O casal também adota Rigel, um adolescente temperamental que é o orgulho e a alegria da diretora do orfanato, Margaret. Em sua nova casa, Rigel é hostil e grosseiro com Nica. Flashbacks revelam que em Sunnycreek, todas as crianças, exceto Rigel, foram abusadas física e emocionalmente por Margaret.
No primeiro dia de aula, Rigel briga com outro aluno. Os estudantes participam do Dia do Jardim, onde dão rosas anonimamente uns aos outros. Nica recebe uma rosa negra, simbolizando um amor atormentado e obsessivo, e Rigel nega ter dado a ela. 
Um aluno chamado Lionel convida Nica para um encontro, e Rigel mais tarde acaba brigando com ele. Nica repreende Rigel por seu comportamento e ele tem uma convulsão, deixando-a cuidando dele. Eles compartilham um momento romântico. Um flashback de Sunnycreek revela que em uma ocasião, quando Nica estava prestes a ser punida por Margaret, Rigel cortou a própria mão para distraí-la.
Adeline visita a casa dos Milligan e diz a Nica que deseja apresentar queixa contra Margaret e precisa do testemunho de Nica. Nica recusa, incapaz de enfrentar o seu próprio passado. Naquela noite, Nica e Rigel estão prestes a se beijar quando Lionel bate na porta. Lionel suspeita que Nica e Rigel têm sentimentos um pelo outro e diz a ela que as pessoas não aprovariam o relacionamento deles. Rigel diz a Nica é muito problemático com ela e que ela merece um namorado normal. Ele também diz a Anna que está rejeitando a adoção e vai embora de casa. 
Durante o baile da escola, Lionel tenta abusar sexualmente Nica em uma sala de aula, mas Rigel intervém. Nica e Rigel se beijam e fazem sexo na sala de aula. Depois de sair do baile, Lionel furioso tenta atropelá-los com seu carro em uma ponte, mas eles escapam pulando no rio abaixo.
Nica acorda no hospital; O corpo de Rigel amorteceu a queda e ele está em coma, ainda mais complicado pelos neuromas cerebrais de que sofre. Ele está agora sob custódia de Margaret, tendo rejeitado a adoção dos Milligans. Margaret culpa Nica pelo coma e diz que a manterá longe dele para sempre. Nica, agora desafiada, finalmente concorda em testemunhar contra ela.
Depois, Nica diz a Rigel no hospital que eles ganharam o caso e Margaret nunca mais poderá machucá-los. Rigel finalmente acorda do coma. No futuro, Nica e Rigel terão um casamento feliz e uma filha.

## Elenco
- Caterina Ferioli como Nica Dover
- Simone Baldasseroni (Biondo) como Rigel Wilde
- Sabrina Paravicini como Margaret Stoker, a diretora do Orfanato Sunnycreek
- Alessandro Bedetti como Lionel, o ficante obcecado de Nica
- Roberta Rovelli como Anna Milligan, mãe adotiva de Rigel e Nica
- Eco Andriolo como Adeline, amiga de infância de Nica
- Nicky Passarella como Billie, amiga de Nica
- Sveva Romana Candelletta como Miki, amiga de Nica
- Juju Di Domenico como Asia
- Stefano Massari como Peter Corrin
- Laura Baldi como Dalma
- Eugenio Krauss como marido de Dalma
- Antonio Ghisleri como Phelps
- Aron Tewelde como Sr. Kirill
- Anita Ceccaroni como Nica Bambina

## Produção
Em 2023, a Colorado Film adquiriu os direitos do romance Fabricante di lacrime, best-seller publicado pela Magazzini Salani em 2021 que se tornou o romance mais vendido da Itália em 2022. Após seu sucesso, a Colorado Film adquiriu os direitos de uma adaptação cinematográfica em meados de 2022. Em setembro do mesmo ano, foi anunciado que Alessandro Genovesi dirigiria o filme e escreveria o roteiro junto com Eleonora Fiorini; também foi confirmado que Caterina Ferioli e Biondo fariam os papéis dos dois protagonistas. O filme, embora ambientado entre Minnesota e a cidade de Chicago, foi inteiramente gravado na Itália em Roma e entre Pescara, no município de Ravena, próximo ao distrito Lido di Dante e a floresta pinhal de Classe. As cenas do orfanato ocorreram no complexo Buon Pastore. As filmagens foram de fevereiro a junho de 2023.

### Trilha sonora
As músicas que tocam no filme incluem "Budapest" de George Ezra, "Vampire" de Olivia Rodrigo e "I Love You" de Billie Eilish.

## Lançamento
A Netflix adquiriu os direitos de distribuição do filme em setembro de 2023. O primeiro teaser trailer do filme foi lançado pela plataforma em 20 de fevereiro de 2024, e o trailer oficial foi lançado em 14 de março de 2024. O filme foi lançado na Netflix em 4 de abril de 2024.

## Recepção

### Audiência
Em 7 de abril de 2024, após três dias de seu lançamento, o filme ficou em primeiro lugar nas paradas globais da Netflix, sendo considerado o primeiro filme italiano a alcançar o topo do ranking global dos filmes mais assistidos da plataforma.

### Resposta da crítica
O filme recebeu respostas negativas da crítica. O agregador de críticas Rotten Tomatoes tem um índice de aprovação de 17% com base em 6 avaliações, com uma pontuação média de 3,60/10.
Aurora Amidon, da Paste, chamou o filme de "previsível", porém "divertido em seus conceitos selvagens e inesperados". Ela elogiou as atuações de Ferioli e Baldasseroni, bem como o design de produção do filme. Johnny Loftus, do Decider, escreveu: "Em termos de química, Caterina Ferioli e Simone Baldasseroni têm seus momentos, na medida em que amantes frustrados que tentam encontrar seu propósito juntos certamente possuem. É bem possível torcer por eles. Mas o cenário retratado no filme nos levou muito, muito longe da história central e principalmente impediu o romance."
Livia Paccarié, do The Hollywood Reporter Roma, chamou o filme de "uma mistura confusa de clichês a meio caminho entre Oliver Twist e Crepúsculo" e ainda afirmou que "tudo o que deveria ser romântico aqui é banal e na verdade celebra a intimidação e a violência", comparando a história de amor do pior protagonista com Eva Cudicini da série italiana I Cesaroni. Marianna Ciarlante, do Today, revelou a mesma opinião, chamando o filme de uma "decepção" e "uma estranha mistura de clichês, amor tóxico e banalidades". Lorenza Negri, da Wired Italia, chamou o filme de "objetivamente ruim" e "totalmente ridículo", mas elogiou a mensagem de bondade da obra "para as gerações anestesiadas, insensíveis e desinteressadas que se enquadram no alvo do trabalho [de Doom]". Simona Tavola, do Cinefilos.it, avaliou o filme com 2,5 de 5 estrelas, chamando-o de um filme "projetado apenas para o público da Geração Z", mas "um pacote acima da média [...] do gênero jovem adulto".
Damiano Panattoni, do Movieplayer.it, atribuiu 2 estrelas de 5, escrevendo que o filme "parece ser a tradução direta das páginas do romance, sem a sacrossanta reinterpretação" e achando a atuação do elenco "artificial". Paola Casella, do MYmovies.it, descreve o filme como "um cruzamento entre o cenário de um telefilme da Disney e As Aventuras de Tom Sawyer com um enredo distorcido, piadas retóricas, cenários reciclados, [...] e personagens que são mais estereotipados do que arquetípicos", afirmando que a interpretação dos atores é "impessoal e pouco desenvolvida dramaturgicamente".
Lorenzo Ciofani, do Cinematografo, relata que "no léxico e no fraseado não há lacunas e diferenças entre as páginas e o filme" afirmando que "o filme é totalmente inadequado", ainda achando-o "sem tensão romântica, um desfile de clichês em que os personagens parecem estilizados ao ponto de parecerem caricaturas".